# Осоє (Дицмо)
Осоє (хорв. Osoje) — населений пункт у Хорватії, у Сплітсько-Далматинській жупанії у складі громади Дицмо.

## Населення
Населення за даними перепису 2011 року становило 388 осіб.
Динаміка чисельності населення поселення:

## Клімат
Середня річна температура становить 13,36 °C, середня максимальна – 28,78 °C, а середня мінімальна – -1,57 °C. Середня річна кількість опадів – 873 мм.
| Клімат поселення                              | Клімат поселення | Клімат поселення | Клімат поселення | Клімат поселення | Клімат поселення | Клімат поселення | Клімат поселення | Клімат поселення | Клімат поселення | Клімат поселення | Клімат поселення | Клімат поселення | Клімат поселення |
| Показник                                      | Січ.             | Лют.             | Бер.             | Квіт.            | Трав.            | Черв.            | Лип.             | Серп.            | Вер.             | Жовт.            | Лист.            | Груд.            |                  |
| Середній максимум, °C                         | 9,27             | 10,48            | 13,71            | 17,37            | 22,04            | 26,05            | 28,78            | 28,68            | 23,54            | 18,65            | 13,15            | 10,21            |                  |
| Середня температура, °C                       | 3,84             | 5,04             | 8,29             | 11,94            | 16,60            | 20,64            | 23,94            | 23,84            | 18,71            | 13,81            | 8,32             | 5,36             |                  |
| Середній мінімум, °C                          | −1,57            | −0,37            | 2,85             | 6,52             | 11,19            | 15,21            | 19,10            | 19,00            | 13,86            | 8,96             | 3,47             | 0,53             |                  |
| Норма опадів, мм                              | 74               | 64               | 71               | 74               | 61               | 58               | 40               | 53               | 76               | 95               | 112              | 95               |                  |
| Середньомісячна швидкість вітру, м/с          | 2.64             | 2.93             | 3.07             | 2.88             | 2.56             | 2.28             | 2.30             | 2.17             | 2.40             | 2.48             | 3.00             | 2.98             |                  |
| Середньомісячна сонячна радіація, кДж/м²·день | 5478             | 8219             | 11860            | 16303            | 20137            | 22743            | 24269            | 21483            | 16003            | 10427            | 5928             | 4649             |                  |
| --------------------------------------------- | ---------------- | ---------------- | ---------------- | ---------------- | ---------------- | ---------------- | ---------------- | ---------------- | ---------------- | ---------------- | ---------------- | ---------------- | ---------------- |
| Джерело:                                      |                  |                  |                  |                  |                  |                  |                  |                  |                  |                  |                  |                  |                  |